# Metasia hodiusalis
Metasia hodiusalis là một loài bướm đêm trong họ Crambidae.